# Fusus brevis
Fusus brevis là một loài ốc biển, là động vật thân mềm chân bụng sống ở biển trong họ Fasciolariidae.
Fusus brevis là một nomen dubium 